# Лейк-оф-те-Вудс (Каліфорнія)
Лейк-оф-те-Вудс (англ. Lake of the Woods) — переписна місцевість (CDP) в США, в окрузі Керн штату Каліфорнія. Населення — 790 осіб (2020).

## Географія
Лейк-оф-те-Вудс розташований за координатами 34°49′40″ пн. ш. 118°59′57″ зх. д. / 34.82778° пн. ш. 118.99917° зх. д. (34.827662, -118.999073).  За даними Бюро перепису населення США в 2010 році переписна місцевість мала площу 9,12 км², з яких 9,12 км² — суходіл та 0,00 км² — водойми.

## Демографія
Згідно з переписом 2010 року, у переписній місцевості мешкало 917 осіб у 405 домогосподарствах у складі 241 родини. Густота населення становила 101 особа/км².  Було 480 помешкань (53/км²).
Расовий склад населення:
| - 89,4 % — білих - 2,0 % — корінних американців - 1,2 % — азіатів - 0,3 % — чорних або афроамериканців - 3,7 % — осіб інших рас |

До двох чи більше рас належало 3,4 %. Частка іспаномовних становила 13,4 % від усіх жителів.
За віковим діапазоном населення розподілялося таким чином: 19,8 % — особи молодші 18 років, 67,1 % — особи у віці 18—64 років, 13,1 % — особи у віці 65 років та старші. Медіана віку мешканця становила 45,7 року. На 100 осіб жіночої статі у переписній місцевості припадало 113,3 чоловіків;  на 100 жінок у віці від 18 років та старших — 113,7 чоловіків також старших 18 років.
Середній дохід на одне домашнє господарство  становив 59 975 доларів США (медіана — 44 500), а середній дохід на одну сім'ю — 59 482 долари (медіана — 64 327). За межею бідності перебувало 15,0 % осіб, у тому числі 51,4 % дітей у віці до 18 років та 8,4 % осіб у віці 65 років та старших.
Цивільне працевлаштоване населення становило 322 особи. Основні галузі зайнятості: освіта, охорона здоров'я та соціальна допомога — 26,1 %, науковці, спеціалісти, менеджери — 19,6 %, роздрібна торгівля — 14,6 %, інформація — 12,1 %.